# بازی‌های پان امریکن ۱۹۷۱
بازی‌های پان امریکن ۱۹۷۱ (انگلیسی: 1971 Pan American Games) ششمین دوره بازی‌های پان امریکن است که از ۳۰ ژوئیه تا ۱۳ اوت ۱۹۷۱ در کالی، کلمبیا با حضور ۲۹۳۵ ورزشکار برگزار شده‌است.

## جدول مدال‌ها
*   کشور میزبان ( کلمبیا)
| رتبه            | کشور                | طلا | نقره | برنز | مجموع |
| --------------- | ------------------- | --- | ---- | ---- | ----- |
| ۱               | ایالات متحده آمریکا | ۱۰۶ | ۷۳   | ۴۴   | ۲۲۳   |
| ۲               | کوبا                | ۲۹  | ۵۱   | ۲۵   | ۱۰۵   |
| ۳               | کانادا              | ۲۰  | ۲۰   | ۳۹   | ۷۹    |
| ۴               | برزیل               | ۹   | ۷    | ۱۴   | ۳۰    |
| ۵               | مکزیک               | ۶   | ۱۲   | ۲۳   | ۴۱    |
| ۶               | آرژانتین            | ۶   | ۳    | ۱۲   | ۲۱    |
| ۷               | کلمبیا*             | ۵   | ۷    | ۱۵   | ۲۷    |
| ۸               | جامائیکا            | ۴   | ۳    | ۴    | ۱۱    |
| ۹               | پورتوریکو           | ۲   | ۴    | ۷    | ۱۳    |
| ۱۰              | ونزوئلا             | ۲   | ۳    | ۴    | ۹     |
| ۱۱              | آنتیل هلند          | ۱   | ۲    | ۱    | ۴     |
| ۱۲              | ترینیداد و توباگو   | ۱   | ۱    | ۶    | ۸     |
| ۱۳              | پاناما              | ۱   | ۱    | ۴    | ۶     |
| ۱۴              | اکوادور             | ۱   | ۰    | ۲    | ۳     |
| ۱۵              | گواتمالا            | ۱   | ۰    | ۰    | ۱     |
| ۱۶              | شیلی                | ۰   | ۳    | ۵    | ۸     |
| ۱۷              | پرو                 | ۰   | ۱    | ۴    | ۵     |
| ۱۸              | باربادوس            | ۰   | ۱    | ۰    | ۱     |
| ۱۹              | اروگوئه             | ۰   | ۰    | ۳    | ۳     |
| ۲۰              | گویان               | ۰   | ۰    | ۱    | ۱     |
| مجموع (۲۰ کشور) | مجموع (۲۰ کشور)     | ۱۹۴ | ۱۹۲  | ۲۱۳  | ۵۹۹   |

## کشورهای شرکت‌کننده
- آنتیل هلند
- آرژانتین
- باهاما
- باربادوس
- برمودا
- بولیوی
- برزیل
- هندوراس بریتانیا (BIZ)
- کانادا
- شیلی
- کلمبیا
- کاستاریکا
- کوبا
- جمهوری دومینیکن
- السالوادور
- اکوادور
- گواتمالا
- گویان
- هائیتی
- جامائیکا
- مکزیک
- نیکاراگوئه
- پاناما
- پاراگوئه
- پرو
- پورتوریکو
- سورینام
- ترینیداد و توباگو
- اروگوئه
- ایالات متحده آمریکا
- ونزوئلا
- جزایر ویرجین

## ورزش‌ها
- دو و میدانی  (جزئیات)
- بیسبال  (جزئیات)
- بسکتبال  (جزئیات)
- بوکس  (جزئیات)
- دوچرخه‌سواری  (جزئیات)
- شیرجه  (جزئیات)
- سوارکاری  (جزئیات)
- شمشیربازی  (جزئیات)
- هاکی روی چمن  (جزئیات)
- فوتبال  (جزئیات)
- ژیمناستیک  (جزئیات)
- روئینگ  (جزئیات)
- قایقرانی بادبانی  (جزئیات)
- تیراندازی  (جزئیات)
- شنا  (جزئیات)
- شنای موزون  (جزئیات)
- والیبال  (جزئیات)
- واترپلو  (جزئیات)
- وزنه‌برداری  (جزئیات)
- کشتی  (جزئیات)